# ゴッドウィル・クコンキ
ゴッドウィル・クコンキ（Godwill Kukonki, 2008年2月6日 - ）は、イングランドのスタッフォードシャー州ストーク＝オン＝トレント出身のサッカー選手。マンチェスター・ユナイテッドFCのユースアカデミー所属。ポジションはディフェンダー。

## 経歴
5歳でマンチェスター・ユナイテッドFCのユースアカデミーに加入。
2024-25シーズン、2024年12月5日のアーセナルFC戦でトップチームの試合で初めてベンチ入りしたが、出場はなかった。

## 人物
イングランド、コンゴ民主共和国の代表資格を持つ。